# Landete
Landete es un municipio español de la provincia de Cuenca, en la comunidad autónoma de Castilla-La Mancha. Es el municipio más poblado, así como uno de los más importantes de la comarca de la Serranía Baja, constituyendo el centro neurálgico de la misma. 
Está próximo a las provincias de Teruel y Valencia y cuenta con una superficie de 79,34 km² y una población de 1211 habitantes (INE 2021). Su densidad es de 16,84 hab/km².

## Toponimia
Sobre el origen de su nombre sólo aparece una mención en el libro de D. Emiliano Peinado dedicado a Moya. Con este dato y otros recogidos de la tradición oral podemos aventurar tres posibles orígenes del nombre "Landete".
Debido a la proximidad con el centro del Marquesado de Moya, hay quien cree que el nombre procede de su situación colindante con él, siendo el término con el que se llamaba antiguamente el de "Lindete", o linde con los Huertos, barrio de Moya. También hay quien piensa en un origen nórdico de la palabra, siendo en ese caso una derivación de "LAND", que vendría a expresar algo así como "ciudad o población en un llano".
Por último tenemos la palabra castellana "Landa": "formación vegetal compuesta por arbustos y pequeños árboles, bajo los que crece una vegetación más o menos abundante. Aparece de manera preferente en climas templados, frescos y húmedos, (páramo).
Quizá sea esta última la que más se acerca a la verdad, suponiendo una derivación por el diminutivo -ete: Land-ete. 
Cuenca, como muchas zonas de la meseta, fue poblada después de la reconquista por gentes venidas del norte, entre ellos, navarros vascoparlantes. Existen varios toponímicos como "Landa" que significa en vasco, campa. Otro ejemplo sería la localidad de Naharros.

## Geografía
Integrado en el corazón de la comarca de la Serranía Baja, se sitúa a 99 kilómetros al este de la capital provincial, Cuenca. Desde un punto elevado de la localidad puede comprobarse su ubicación en un llano rodeado, en su totalidad, por montañas. Su principal acceso es a través de la carretera N-330 que cruza el municipio entre los pK 233 y 248, aunque también está atravesado por las carreteras CM-215, que se dirige a Fuentelespino de Moya, CM-2200, que conecta con Mira, CUV-5003, que conecta con Moya, y por otras carreteras locales que permiten la comunicación con Santa Cruz de Moya y Graja de Campalbo.
El río y el regajo conforman un doble paisaje: en las riberas huerta y vergel, alejándonos del agua el secano. El mismo contraste paisajístico presenta la localidad en sus calles: junto a rincones de la más típica arquitectura rural antigua -construcciones en piedra, corralones de viejas y grandes puertas de madera- encontramos modernos edificios o caprichosas casas-chalet de reciente construcción, destacando por su belleza y también por su escasez algunos edificios modernos de tipo castellano y sobre todo las casas semicolgadas situadas en el barrio "Castillo", uno de los más antiguos de la localidad.
| Noroeste: Fuentelespino de Moya          | Norte: Moya    | Nordeste: Santa Cruz de Moya |
| Oeste: Fuentelespino de Moya y Henarejos |                | Este: Graja de Campalbo      |
| Suroeste: Henarejos                      | Sur: Garaballa | Sureste: Talayuelas          |

### Urbanismo
Manzaneruela, con un censo aproximado de 130 habitantes es la única pedanía de Landete. Los rentos o caseríos de Mijares, Manzano, Serval, Molino Nuevo, Fuentiaca, Ermita de la FuenMaría fueron en otros tiempos pequeños núcleos de población que en la actualidad son caseríos abandonados, en el mejor de los casos, y ruinas en el peor. La mayoría de los habitantes de aquellos centros y sus descendientes viven en estos momentos en Landete.

### Relieve
El relieve está caracterizado por una llanura rodeada de las montañas de la Serranía Baja. El río Ojos de Moya, que en su recorrido se une al río Algarra, ha dado lugar a esta zona más llana, en su camino hacia el río Cabriel. Las mayores elevaciones se encuentran en la zona occidental, destacando el Cerro del Rodeno o Cruz de la Atalaya (1210 m) y el Cerro del Colmenar (1234 m). La altitud oscila entre los 1234 metros (Cerro del Colmenar) al oeste, en el límite con Henarejos, y los 948 metros a orillas del río Ojos de Moya, al sur. El pueblo se alza a 989 metros sobre el nivel del mar.

### Clima
Landete presenta un clima mediterráneo templado medio, como corresponde a una zona de tránsito entre la meseta castellana y la llanura valenciana. Las variables climáticas son las siguientes:
- Temperatura media anual: 10 a 14 °C
- Temperatura media mes más frío(enero): 2 a 5 °C
- Temperatura media mes más cálido: 21 a 24 °C
- Duración del periodo de heladas: 6 a 7 meses
- ETP media anual: 700 a 800 mm.
- Precipitación media anual: 400 a 600 mm.
- Duración del periodo seco: 4 meses.

## Demografía
Landete cuenta con una población de 1215 habitantes (INE 2024).
| Gráfica de evolución demográfica de Landete entre 1842 y 2021 |
| |
| Población de derecho según los censos de población del INE Población de hecho según los censos de población del INEEn este censo se denominaba Laudete: 1842 Entre el censo de 1857 y el anterior, crece el término del municipio porque incorpora a Manzaneruela |

| 1553                       | 1652 | 1502 | 1385 | 1375 | 1366 | 1374 | 1376 | 1381 | 1349 | 1329 | 1336 | 1310 | 1271 | 1229 | 1216 | 1234 | 1249 | 1211 |
| (Fuente: [cita requerida]) |      |      |      |      |      |      |      |      |      |      |      |      |      |      |      |      |      |      |

Las cifras de población de los años 2013 y 2015 corresponden a los datos oficiales publicados por el INE.

## Historia
Landete, que goza del privilegio de "villa", apenas aparece en ningún documento sino como parte integrante del Marquesado de Moya, al que perteneció hasta los primeros años del siglo XIX. 
Para reconstruir la historia de Landete, a excepción del citado texto de Madoz, no existe ningún otro documento. Sin embargo pueden ser de utilidad todos los documentos existentes sobre Moya, ya que Landete fue una de las jurisdicciones del Marquesado y como tal su nombre aparece en alguna ocasión.
Se puede concretar, siempre basándonos en estudios realizados sobre Moya, que en el término de Landete hubo asentamientos de pueblos íberos, los primeros pobladores de la península. Así lo demuestran los restos arqueológicos encontrados en los parajes conocidos como "La Atalaya" y "La Pata de la Yegua".
Con la llegada del pueblo romano, Landete, como la mayoría del territorio español, pasó a formar parte del Imperio Romano y lo sería hasta la llegada de los reinos visigodos.
Más tarde entrarían en la península los pueblos árabes. Landete, como un poblado dependiente de Moya, estaría bajo dominación árabe hasta el siglo IX, en que fue reconquistado a los moros.
Se considera que en el año 1210 se pobló Moya por Alfonso VIII, y por tanto Landete, entrando a formar parte del reino de Castilla. Era la época de la Edad Media y las batallas por el poder entre distintos reinos y señoríos eran una forma de vida. Landete lucharía siempre como defensor de Moya hasta la última batalla que libraran juntos moyanos y landeteros que sería unos siglos más tarde: en la Guerra de la Independencia.
El único escrito de relativa antigüedad documentando sobre Landete es un pequeño texto de Pascual Madoz, recogido en "OLCADES" y extraído a su vez del Diccionario geográfico-estadístico-histórico de España y sus posesiones de Ultramar de 1847. Ya en aquel momento Madoz habla de las minas de hierro y del manantial, de sus cualidades curativas y del análisis de las mismas realizado en el colegio de farmacia de Madrid.
Sobre momentos históricos de los que sí hay constancia podemos citar dos:El primero viene recogido en el Diccionario de Madoz de la siguiente forma: 

En el año de 1836, el 16 de agosto, fue incendiada su iglesia por las tropas del Pretendiente, encerrándose en su torre 100 soldados del regimiento Francos de Extremadura, salvándose de este modo. Los carlistas fusilaron al alcalde de Landete en 1839
Diccionario de Madoz

 El segundo, recogido directamente de personas que lo vivieron, tuvo lugar un siglo después, durante la guerra civil española. Es el bombardeo. Landete fue bombardeado el 22 de enero de 1938 a las 2 del mediodía, cuando las familias se disponían a comer. Algunas casas se desplomaron con familias enteras dentro. Murieron 16 personas. La guerra aportó muchas miserias y penurias, pero quizá ninguna tan imperdonable como el bombardeo.

## Administración y política
| Periodo   | Nombre                | Partido                                    |
| --------- | --------------------- | ------------------------------------------ |
| 1983-1987 | Julián Huerta Acebrón | AP                                         |
| 1987-1991 | Julián Huerta Acebrón | PP                                         |
| 2003-2007 | Luis Peinado Sánchez  | PSOE                                       |
| 2007-2011 | Pablo Bosque Cortinas | PIL (Plataforma Independiente por Landete) |
| 2011-2015 | Luis Peinado Sánchez  | PSOE                                       |

## Economía
Según algunos diccionarios donde aparece Landete, y también, según la creencia de muchos, éste es un pueblo agrícola y ganadero. Quizá en algún momento lo fue, pero actualmente esto dista mucho de ser verdad.
La agricultura que se da es de tipo familiar, cumple un importante papel económico en el seno de la familia pero en muy rara ocasión es un medio de vida. No es así con la ganadería, ya que por lo general el ganadero sí vive de ese trabajo, sin embargo es una minoría con respecto a la población.
Son muchos los landeteros que viven de pequeños negocios, puesto que hay un importante número de comercios. También son muchos los que viven de jornales. Existen varios puestos de funcionariado en administración, servicios, enseñanza, etc. 
Landete también es el emplazamiento de una bodega de 120 hectáreas llamada Altolandon.

## Festividades
El primer día del año los quintos que serán llamados a filas salen a recorrer el pueblo acompañados de 5 o 6 músicos, a pedir el aguinaldo. Desde la madrugada hasta las primeras horas de la tarde pasan puerta por puerta cantando jotillas y canciones típicas: Antiguamente los aguinaldos eran una ayuda de los vecinos para los mozos que irían pronto a cumplir el servicio militar; el dinero que conseguían lo repartían entre todos. Actualmente por lo general los quintos hacen una cena o comida como despedida.
En honor a San Antón, patrón de los animales, se siguen encendiendo las típicas hogueras en las que se queman ramas de arbustos verdes que producen mucho humo y buen aroma. Es una ofrenda que se hace al Santo para que proteja a los animales de enfermedades y epidemias, la tradición también consistía en guardar un tizón de la hoguera y ponerlo después en la cuadra donde estaban las caballerías. Otra utilidad era extender cenizas en los corrales. Esta sería la parte sagrada de la celebración, pero al mismo tiempo está la réplica profana que la noche del 16 de enero consiste en la ronda de la "pellejuela". Chicos "armados" con trozos de piel de algún animal untados en grasa se dedican a hollinar a las chicas, por eso la noche de San Antón se conoce también como "la noche de los hollinones".

### Santo Tomás
De mucha menos antigüedad es la siguiente fiesta del pueblo. Se trata de Santo Tomás de Aquino, patrón de los estudiantes. Una fiesta que empezó a celebrarse a partir de la instalación del Instituto de Bachillerato, por el año 1960. Empezó siendo la fiesta de los estudiantes, en la que se reunían alumnos y profesores que habían pasado por el Centro. Ahora Sto. Tomás se ha convertido en la fiesta de invierno y al mismo tiempo es una manera de dar la importancia que tiene al Instituto. La fiesta es organizada por los alumnos de último año de bachillerato, como despedida al centro.

### La junta y los carnavales
Las celebraciones de febrero son el jueves lardero, o "día de la junta", y los carnavales. Ambas tradiciones han tenido momentos de olvido en los que parecía que iban a desaparecer, sin embargo en los últimos años ha habido un relanzamiento de las dos.

### Semana Santa
Durante marzo o abril tiene lugar la Semana Santa y como tradición especial "el Judas". La madrugada del domingo de Resurrección son "colgados" -recordando el episodio de la muerte de Judas- unos muñecos, fabricados a modo de espantapájaros, que son portadores de escritos rimados en forma de crítica a personas o entidades de la localidad.

### Los Mayos
El 30 de abril, como en la mayoría de los pueblos conquenses, en Landete se cantan Los Mayos. Los mayos son cantados por los quintos y un grupo de músicos que les acompañan. A las doce de la noche, en la puerta de la iglesia se reúne el pueblo para escuchar el Mayo de la Virgen, una vez concluido hay una cohetada y todo el público se dispersa. Después y durante toda la noche la ronda recorre el pueblo cantando el mayo a las mozas. Hace años el mayo era algo comprometido. El mozo pedía, a quien cantaba, ser el mayo de tal moza y además tenía que colocarla la "enramada" en el balcón. Pero corría el riesgo de no gustar a la moza y entonces ésta lo hacía saber saliendo a la calle con el delantal al revés.

### San Isidro y San Cristóbal
Entre mayo y junio se celebran otras tres fiestas, todas con romería. San Isidro: es el 15 de mayo y la celebración consiste en una romería con el patrón de los labradores hasta la ermita de San Roque, donde se celebra la misa y tras ella se reparte la caridad -pan y vino.
San Cristóbal: La romería conduce a la ermita situada en el cerro que lleva el mismo nombre. Existe una especie de cofradía que se encarga de esta ermita. El día de San Cristóbal también se celebra con misa y se reparte caridad.

### La Fuen María

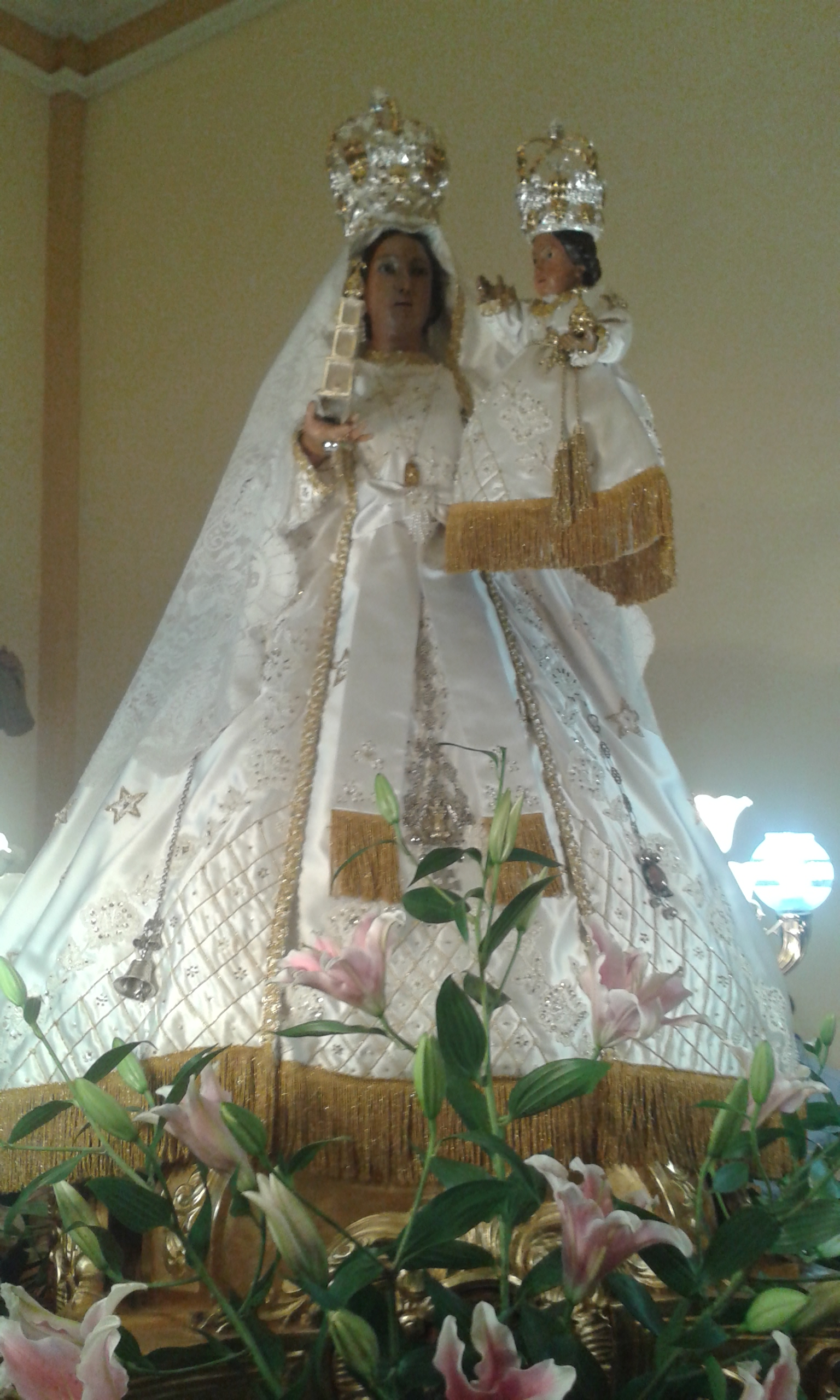
Virgen de la Fuen María, patrona del pueblo

La tercera fiesta del año es la de la Virgen de la Fuen María, patrona de Landete. Según la leyenda la virgen se apareció a dos pastores, uno de Fuentelespino de Moya y otro de Landete en el paraje llamado "La Coronilla". Los pastores pidieron que en el lugar se levantara una ermita, y allí se encuentra la ermita de la Fuen María, junto a ella una casita donde, hasta hace muy poco, vivió siempre una familia que se encargaba del mantenimiento de toda la finca.
Antes del día de la fiesta se celebra una novena en la que diariamente hay ofrendas florales y cánticos tradicionales que en otros tiempos eran entonados por un coro. La víspera de la romería se celebra la Procesión General y la ofrenda mayor, que tiene lugar en la puerta de la iglesia. En ese día niños y niñas son vestidos con el traje típico serrano para llevar las flores y para bailar los bailes típicos de las serranillas y las jotillas. El día de la fiesta, que siempre es lunes, se han construido 2 arcos para despedir a la patrona que se quedará en la ermita, en cada uno la imagen descansa mientras se entona la Salve.

### San Roque
En agosto tiene lugar otra fiesta mayor: San Roque, patrón del pueblo. La celebración comienza el 15 de agosto, y se alarga durante 6 días. Desde siempre, San Roque se ha celebrado principalmente con toros y cohetes, siendo también muy popular la música, las verbenas, las misas, el encuentro con familiares y amigos, las tardes y noches en el emplazamiento de las peñas o en los pubs y bares nocturnos y muchas más actividades. & La fiesta es típicamente popular pero muy propia en tres puntos: la pólvora, el encierro de reses y las novilladas, y añadido a esto un nuevo fenómeno de las fiestas: las peñas. Sólo con un repaso a lo que es San Roque podemos comprender cómo es el landetero, entre tradiciones de unos y otros lugares.
Así algo tan valenciano como los cohetes o algo tan aragonés como las peñas se mezcla con lo más típicamente castellano, desde la gastronomía a los vestidos típicos pasando por lo principal, el carácter totalmente castellano de las gentes de Landete.

### La hoguera de los quintos
Llegando al final del año hay una última tradición que aún se celebra: la hoguera de los quintos, es el 1 de noviembre y corre a cargo de los mismos quintos que habían cantado el mayo. Consiste en encender una gran hoguera en la plaza del ayuntamiento con un tocón que a poder ser aguante encendido toda la noche. Estos mismos quintos serán los que saldrán el 1 de enero a pedir los aguinaldos.

### San Miguel
Una fiesta de antigua tradición recuperada en el año 2005 es la Feria del caballo de San Miguel. Actualmente se celebra en la segunda quincena de septiembre y consta de exhibiciones, concursos, exposiciones y comidas populares.

### La Virgen de la Fuen María
La devoción de los landeteros está repartida entre su patrona, la virgen de la Fuen María y su más ilustre vecina la virgen de Tejeda, patrona de Garaballa. La tradición de los mayores se ha encargado de crear una especie de "rivalidad" entre ambas imágenes. Esta "sana rivalidad", que no deja de ser la que cada pueblo siente por su vecino, se ve alimentada cada siete años durante el septenario en que la virgen de Tejeda es trasladada desde el Santuario de Tejeda, en Garaballa, a Moya. En su recorrido la virgen y sus numerosos acompañantes hacen una parada en Landete, parada ésta que supone un momento de gran emoción para el landetero y que en algunas ocasiones ha traído ciertos problemas con otros pueblos vecinos, hasta el punto de que en alguna ocasión, en algún momento de la historia se trató de eliminar el paso por Landete de la imagen de Tejeda. Afortunadamente para todos nunca se llegó a ese extremo, pero el recorrido de la imagen por el término municipal de Landete siempre es motivo de conflicto. A pesar de todo Landete siempre, cada siete años, prepara lo mejor que puede el recibimiento de la "moreneta", engalanando el pueblo y, como lo hace para despedir a su patrona, confeccionando unos hermosos arcos donde descansa la imagen. Y como máxima ofrenda siempre hay algún danzante que representa a Landete entre los 8 que acompañan en cada momento a la virgen.